# Matthew Henry
Matthew Henry (18 oktober 1662 - 22 juni 1714) was een Brits predikant en auteur van een bekende en wijdverspreide Bijbelverklaring, de Exposition of the Old and New Testaments. 

## Jeugd
Matthew Henry was de tweede zoon van Philip en Kathrine Henry. Hij werd te vroeg geboren op het familielandgoed van zijn moeder, Broad Oak, een boerderij op de grens van Flintshire en Shropshire. Hij werd de volgende dag gedoopt door de plaatselijke pastoor. Zijn vader, Philip Henry, een geestelijke van de Church of England, was net uit de kerk verbannen vanwege de Act of Uniformity van 1662. Als jong kind had Matthew Henry vaak koorts. In tegenstelling tot de meeste van degenen die uit de kerk waren uitgezet, bezat Philip Henry wat privémiddelen en was hij in staat zijn zoon een goede opleiding te geven. Henry's zus was dagboekschrijver Sarah Savage.

## Predikantschap
In 1685 ging hij in Londen studeren. Hij wordt op zijn 24e jaar als predikant bevestigd in Chester. In zijn gemeente verklaarde hij als vaste gewoonte zondagsochtends een deel uit het Oude Testament, zondagsmiddags een deel uit het Nieuwe Testament. In 1712, als hij vijftig jaar oud is, neemt Matthew Henry een beroep aan naar Londen, nadat hij vele beroepen heeft afgeslagen. Zijn levenswerk was een bijbelverklaring, die hij tot aan het boek Handelingen geheel zelf verzorgde. Na zijn overlijden op 22 juni 1714 maakten anderen, met behulp van nagelaten aantekeningen, het werk af. De verklaring wordt zeer populair, reeds in 1840 waren er 200.000 delen van de verklaring in omloop. 

## Levenseinde
In 1713 begon hij te lijden aan frequente aanvallen van nefritis (ontsteking aan één of beide nieren). Hij bleef zijn frequente spreekbeurten behouden en werkte aan zijn bijbelcommentaar. Op 21 juni 1714 was Henry op de terugweg naar Hackney. Onderweg werd hij van zijn paard gegooid, maar hij ontkende letsel en stond erop Nantwich te bereiken, waar hij zou spreken. Zijn reisgenoten constateerden een gebrek aan energie. Die avond kon hij niet meer reizen en stopte hij bij het Queen's Aid House in Nantwich. Op 22 juni 1714 stierf hij aan beroerte.

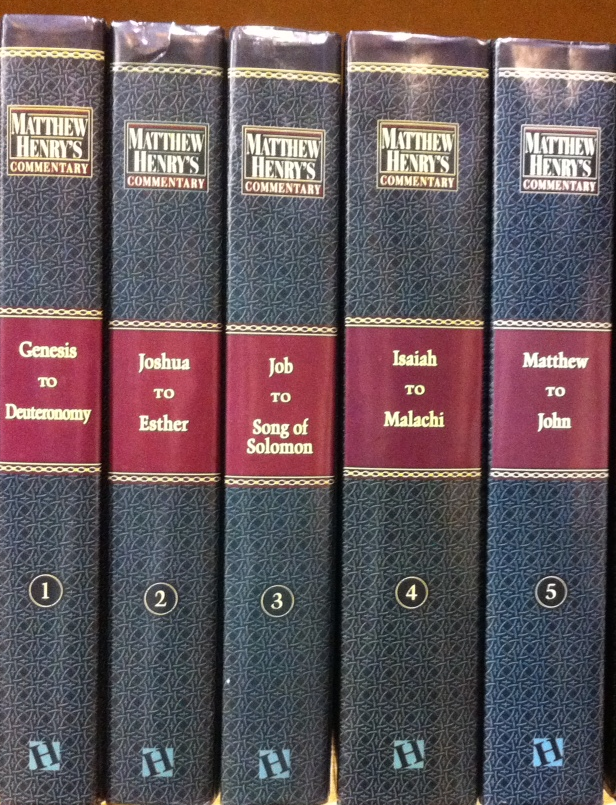
De Bijbelverklaring van Matthew Henry

## Werken
- Life of Mr Philip Henry
- The Communicant’s Companion
- Directions for Daily Communion with God
- A Method for Prayer
- A Scriptural Catechism
- Exposition of the Old and New Testaments